# Estonian Air

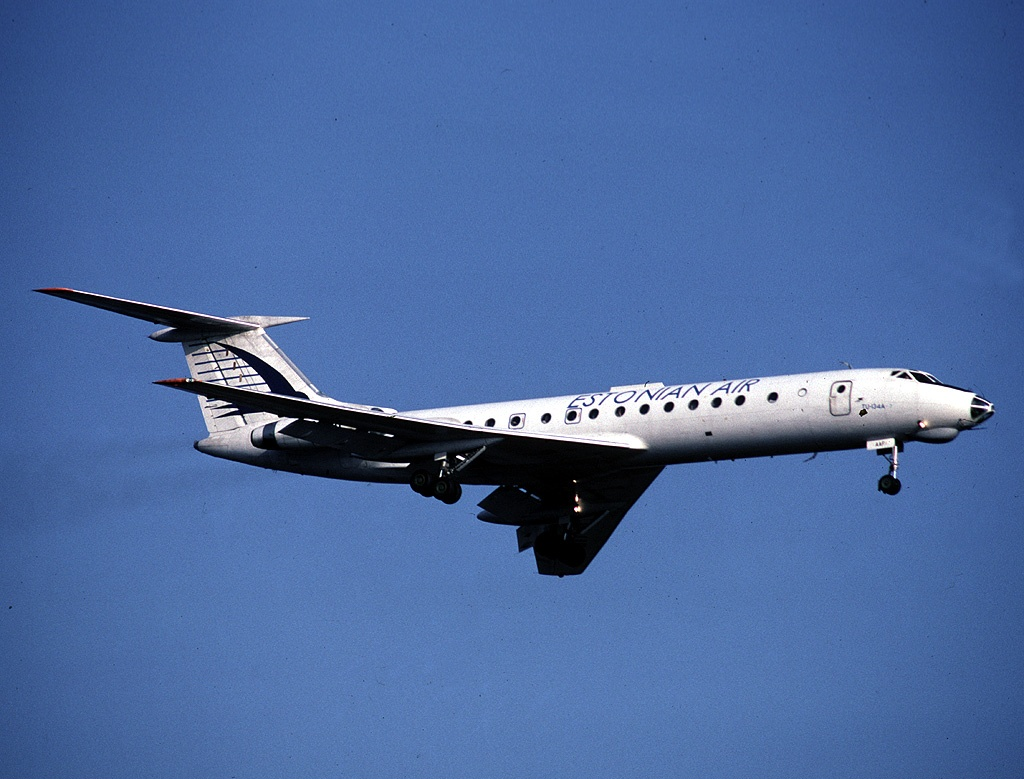
Un Tupolev Tu-134 di Estonian Air nel 1994.

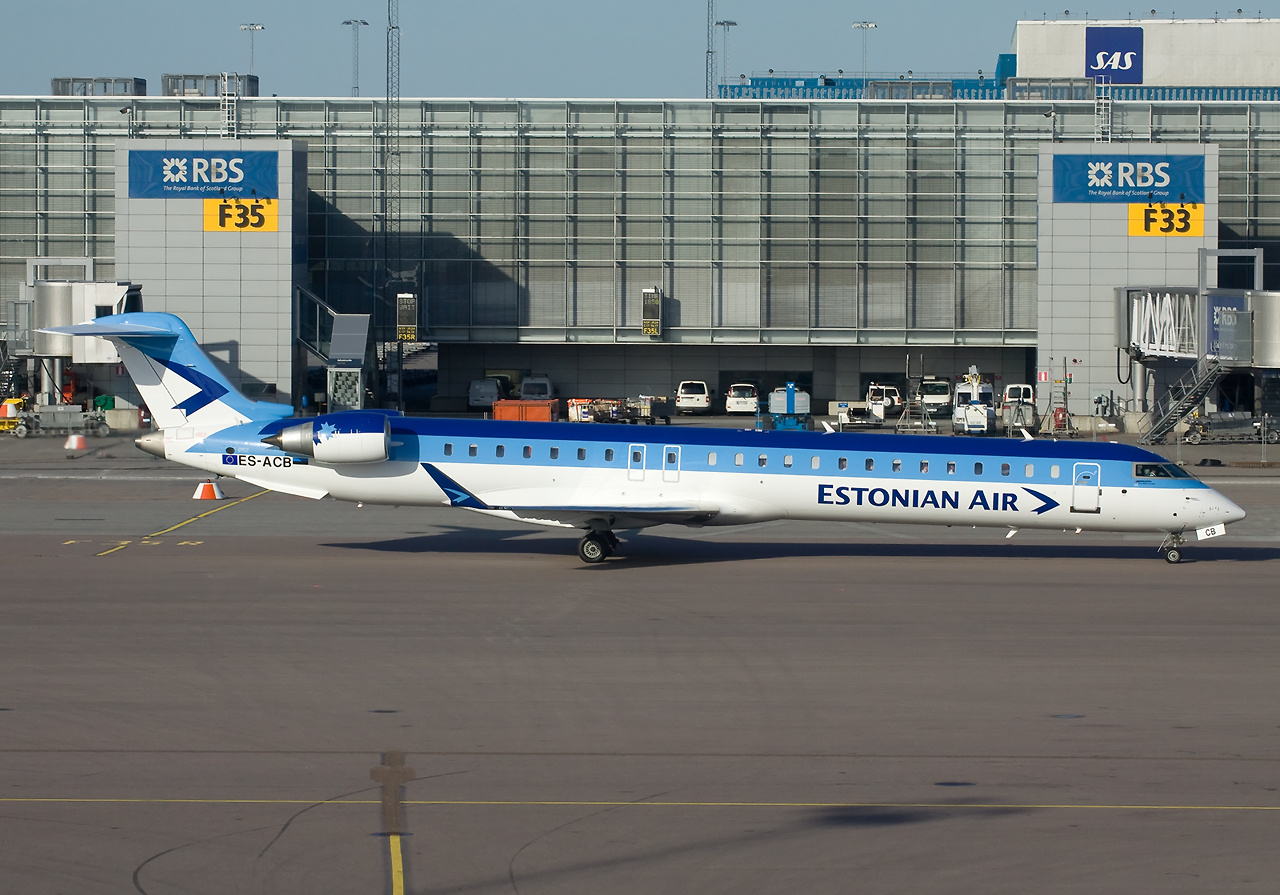
Un Bombardier CRJ900 di Estonian Air.

Estonian Air era la compagnia aerea di bandiera dell'Estonia, aveva base all'aeroporto di Tallinn.

## Storia

### Le origini
La compagnia venne fondata nel 1991 dal governo estone ed inizialmente vennero utilizzati aerei acquistati dalla defunta divisione locale dell'Aeroflot
Nel 1992 la compagnia è diventata un membro di IATA e nel 1995 è stato acquistato il primo Boeing 737-500. Nel 1996 l'azienda è stata parzialmente privatizzata con la cessione del 66% delle azioni a Maersk Air (49%) e alla banca d'affari Cresco (17%). 
Nello stesso anno la compagnia ha acquistato in leasing altri due Boeing 737-500 e due Fokker F50, sostituendo di fatto tutti i vecchi aerei sovietici in flotta.
Nel 2003 Maersk Air ha venduto le sue quote a Scandinavian Airlines e tutti i Fokker F50 sono stati dismessi. Nel 2004 i passeggeri trasportati sono stati circa 500.000.
Nel marzo 2007, Estonian Air ha annunciato l'acquisto di un ulteriore Boeing 737-500 per servire la nuova destinazione Vienna. Dopo aver acquistato due Saab 340, nel giugno 2008 la compagnia ha creato una società sussidiaria, Estonian Air Regional; sotto questo nome ha aperto nuove rotte collegando dapprima Tallinn a Kuressaare, Stoccolma, Helsinki e Vilnius, successivamente San Pietroburgo e Minsk e più tardi Monaco di Baviera e Roma. Il 27 novembre 2008 il primo ministro estone Andrus Ansip ha annunciato che Scandinavian Airlines aveva chiesto al suo governo un urgente apporto di liquidità per salvare la compagnia aerea, offrendosi inoltre di acquistare le quote ancora possedute dallo Stato. Come risposta il governo estone si è offerto di acquistare le quote possedute da Scandinavian Airlines per rivenderle alla società di navigazione Tallink.
Nel 2009 la compagnia ha cessato i voli per Vienna, Francoforte e Simferopoli, aggiungendo nel contempo Amsterdam, Berlino, e San Pietroburgo come nuove destinazioni, ed inaugurando la nuova rotta Tartu–Stoccolma.

### Storia recente
A febbraio 2010 Estonian Air ha cominciato a collaborare con KLM aprendo la rotta Tallinn–Vilnius–Amsterdam. Il 10 maggio 2010 il governo estone e Scandinavian Airlines hanno stipulato un accordo con il quale il governo avrebbe effettuato un aumento di capitale per 21 milioni di euro con conseguente diminuzione della quota azionaria di SAS dal 49% al 10%; inoltre le due parti hanno convenuto che il governo estone poteva esercitare un'opzione per l'acquisto delle quote rimanenti di SAS entro il 2014.
Nel settembre 2010 Estonian Air ha annunciato di aver firmato un accordo con Bombardier per la consegna di due aerei CRJ-900 NextGen per l'inizio del 2011 e di un terzo per il 2012.
Nel marzo 2012 Estonian Air ha annunciato la riapertura della tratta verso Riga con 17 voli settimanali, verso Helsinki con 18 voli settimanali, verso Vienna con 6 voli settimanali e verso Hannover con 6 voli settimanali, inoltre la compagnia ha incrementato il numero dei voli per Stoccolma, San Pietroburgo e Vilnius. Proprio il 2012 avrebbe dovuto essere, secondo il nuovo amministratore delegato Tero Taskila) (ex direttore commerciale di Air Baltic) il primo anno con bilancio in utile dal 2005, ma dopo aver chiuso nuovamente l'anno in passivo, Taskila è stato licenziato e sostituito Jan Palmer, per 20 anni dirigente di diverse compagnie aeree scandinave.

### Cessazione delle operazioni
L'8 novembre 2015 Estonian Air ha cessato tutte le operazioni di volo dopo che la Commissione europea ha dichiarato illegali i finanziamenti ricevuti dal governo estone, costringendola quindi a restituire oltre 85 milioni di euro.  Immediatamente il governo estone, in partnership con Adria Airways, ha provveduto a fondare una nuova compagnia aerea denominata Nordica, che è diventato il nuovo vettore nazionale.

## Flotta
Alla data di chiusura (8 novembre 2015), Estonian Air disponeva di una flotta di 6 aeromobili aventi un'età media di 8.2 anni: 3 Bombardier CRJ900, 2 Bombardier CRJ700 ed un Embraer E-170.
| Aereo               | Introdotto | Dismesso | Note                                          |
| ------------------- | ---------- | -------- | --------------------------------------------- |
| Antonov An-2        | 1991       | 1996     | Ereditati dalla divisione locale di Aeroflot. |
| Yakovlev Yak-40     | 1991       | 1998     | Ereditati dalla divisione locale di Aeroflot. |
| Tupolev Tu-134A     | 1991       | 1996     | Ereditati dalla divisione locale di Aeroflot. |
| Fokker 50           | 1996       | 2003     |                                               |
| Boeing 737-500      | 1995       | 2012     |                                               |
| Boeing 737-300      | 2006       | 2012     |                                               |
| Saab 340            | 2007       | 2013     |                                               |
| Bombardier CRJ900NG | 2011       | 2015     |                                               |
| Embraer E-170       | 2012       | 2015     |                                               |

## Accordi commerciali
Le compagnie aeree della SAS Group:
- Blue1
- Scandinavian Airlines System
- Spanair
- Widerøe

Altre compagnie aeree:
- Aeroflot
- Air Lituanica[9]
- Golden Air
- Rossija Airlines